# Compassion International
Compassion International est une ONG humanitaire internationale chrétienne évangélique qui a pour objectif l'aide aux enfants démunis des pays du sud. Son siège est situé à Colorado Springs aux USA et son président est depuis 2013 Santiago Jimmy Mellado.

## Histoire
L'organisation a été fondée par le pasteur baptiste Everett Swanson (membre de Converge) en 1952, sous le nom de Everett Swanson Evangelistic Association. Le pasteur voyageait en Corée pour évangéliser les soldats sur invitation de l’aumônier général de l'armée sud-coréenne. Pendant sa visite, il vit des enfants orphelins de guerre. En 1953, il leva des fonds et l'année suivante, il développa un programme de parrainage pour soutenir les orphelins. L'argent recueilli sert à payer la nourriture, les vêtements, le logement, l'aide médicale de manière régulière et des enseignements bibliques aux enfants.
Le nom de l'association change en 1963 pour devenir "Compassion" en se basant sur des paroles de Jésus selon l’Évangile de Matthieu: "Je suis ému de compassion pour cette foule (...). Je ne veux pas les renvoyer à jeun",.
En 2022, elle serait présente dans 29 pays.

## Programmes
Les enfants reçoivent un soutien dans des centres d'accueil.  L'aide se traduit par la scolarisation, l'alimentation et des programmes de leadership chrétien,.
L'organisation aide également dans des situations d'urgence et pour le financement de centre de santé, comme lors du séisme de 2010 en Haïti,,.

## Évaluation
La plupart des organismes de parrainage utilisent l'argent envoyé pour des projets dans la région où habite l’enfant, plutôt qu’en faveur de l’enfant lui-même ou de sa famille. Compassion International serait l’un des rares organismes qui font bénéficier directement les enfants parrainés, par des programmes d’éducation, de santé ou de services sociaux. En 2016, avec 799 millions de dollar en don privé reçus, Compassion a été classé 15e plus grande organisation de charité aux USA, par le magazine Forbes.